# Metro v Montréalu

Linky metra v Montrealu

Metro v Montréalu má v současné době čtyři linky, které používají jak barevné, tak číselné označení. Zajímavostí je absence nerealizované linky 3 (červená barva). Realizované linky nesou následující čísla a barvy:
- linka č. 1 (zelená linka) ze stanice Angrignon do stanice Honoré-Beaugrand. Její délka dosahuje 22,1 km, má celkem 27 stanic a byla vybudována v letech 1966–1978.
- linka č. 2 (oranžová linka) ze stanice Côte-Vertu do stanice Montmorency. Její délka dosahuje 30 km, má celkem 31 stanic a byla budována v letech 1966–2007.
- linka č. 4 (žlutá linka) ze stanice Berri-UQAM do stanice Longueuil–Université-de-Sherbrooke. V současné době je to nejkratší linka, jejíž délka dosahuje pouze 4,25 km. Má celkem 3 stanice a byla v celé své délce vybudována v roce 1967. Pouze jediná její stanice se nachází v Montrealu, ostatní dvě Jean-Drapeau a Longueuil–Université-de-Sherbrooke) se nacházejí v sousedním městě Longueuil.
- linka č. 5 (modrá linka) ze stanice Snowdon do stanice Saint-Michel. Její délka dosahuje 9,7 km, je tedy druhou nejkratší linkou. Má celkem 12 stanic a byla budována v letech 1986–1988.

Až na několik výjimek se všechny stanice nacházejí na ostrově, na němž stojí město Montréal.

## Historie
Naprostá většina dnešního metra byla v Montréalu vybudována v šedesátých letech, zejména v souvislosti se světovou výstavou Expo 1967. Nejvýznamnějším duchovním otcem montréalského metra v jeho dnešní podobě byl Lucien l’Allier, který v letech 1954–1964 řídil jeho stavbu. Jeho nadšení pro metro a jeho stavbu ho dovedlo až na post ředitele tehdejší dopravní společnosti CTM (dnes STM). L’Allier řídil dopravní podnik v letech 1964–1974.